# Резидент (дипломатия)
Резиде́нт (лат. residens, фр. résident — «пребывающий на месте»), в дипломатии — первоначально название всякого дипломатического агента, находившегося в постоянной миссии при иностранном дворе.
В других источниках указано что Резиде́нт м. фрнц. посланник низшей или третьей степени, при государе, или дипломатический агент.

## История
Уже в начале XVI века название «резидент» становится титулом и остается только у посланников, понижая с течением времени авторитет его носителей. Причиной этого понижения было существование множества титулярных резидентов, получавших это звание в качестве коммерческих или иных, но не дипломатических агентов государей. Титул «резидент» охотно раздавался и продавался немецкими владетельными князьями, так как их было очень много, как и немецких государств на территории германо-римской империи. Ввиду этого «чрезвычайные» посланники стали требовать для себя первенства перед посланниками-резидентами. Французский двор в 1652 году отказал в подобном требовании генуэзскому чрезвычайному посланнику, а в 1663 году заявил, что не требует преимуществ и для своих посланников перед резидентом. Тем не менее дело резидента было проиграно.
В начале XVIII века ведущие западноевропейские дворы — венский и парижский — признали деградацию резидентов совершившимся фактом. Чтобы избежать споров о ранге, дипломатическим агентам часто не давали квалификации, называя их просто «министрами» — термин, соответствовавший названию «дипломатические агенты».
Министры-резиденты также не могли отстоять свою равноправность с чрезвычайным посланником. В 1750 году Варендорф, представитель Фридриха II в Петербурге, сообщил своему государю, что императрица решила присоединиться к обычаю дворов Парижа и Стокгольма и не давать аудиенции министрам-резидентам; поэтому он просил и получил титул «полномочного министра». Этот титул стали соединять с титулом «чрезвычайный посланник», противопоставляя его титулу «министр-резидент».
Протокол Венского конгресса 1815 года, установивший ранги дипломатических агентов, не называл министров-резидентов, но по смыслу протокола они должны составлять один класс с посланниками. Ахенский конгресс 1818 года исправил недосмотр венского протокола, образовав из министров-резидентов средний класс (3-й) между посланниками и дипломатическими агентами в тесном смысле. Протокол о рангах молчаливо принят всеми европейскими державами. Министр-резидент аккредитовался от государя к государю и в правах своих, за исключением почётности ранга, не отличается от посланника. Англия и Франция не давали этого ранга своим представителям, отправляемым в независимые государства.